# Danashri
Emperatriz Danashiri (muerta en 1335) fue una emperatriz consorte de la dinastía Yuan, casada con Toghon Temür.
Era hija de El Temür, primer ministro durante los primeros años de reinado de su marido. Tuvo un hijo, Maha, pero murió de sarampión siendo aun bebé. Entró en conflicto con el emperador debido a su enamoramiento de una de las concubinas, la Señora Ki, a la que a menudo ella ordenó que fuera golpeada.
Danashiri se implicó en la rebelión fallida organizada por su hermano, a quien intentó proteger de ser ejecutado. Fue expulsada de la corte por esa defensa y más tarde envenenada.

## En la cultura popular
- Fue interpretada por Baek Jin-hee en la serie de televisión de 2013 Empress Ki.